# Trio nr. 2 voor orgel
Het Trio nr. 2 in C majeur voor orgel is een compositie van Niels Gade. Het is een zogenaamde jeugdcompositie, hij moest nog gaan studeren of was er net aan begonnen. Gade was van huis uit violist, maar zou later organist worden van twee kerken in Kopenhagen. De muziek werd pas veel later dan de voltooiing uitgegeven.
Het werk heeft de driedelige opbouw van een trio.
Gade kreeg sinds midden jaren 30 onderricht op het orgel van Christopher Ernst Friedrich Weyse, die organist was in de Vor Frue Kirke. Weyse zou in 1842 Gade ook als zijn opvolger willen hebben, maar die functie ging naar Johan Peter Emilius Hartmann.